# 現代高等学校 (ソウル特別市)
現代高等学校（현대고등학교、ヒョンデこうとうがっこう）は、韓国ソウル特別市江南区にある私立高等学校。

## 沿革
- 1985年 - 開校。

## 交通アクセス
- ソウル交通公社3号線狎鴎亭駅6番出口より徒歩10分